# Población cíclica

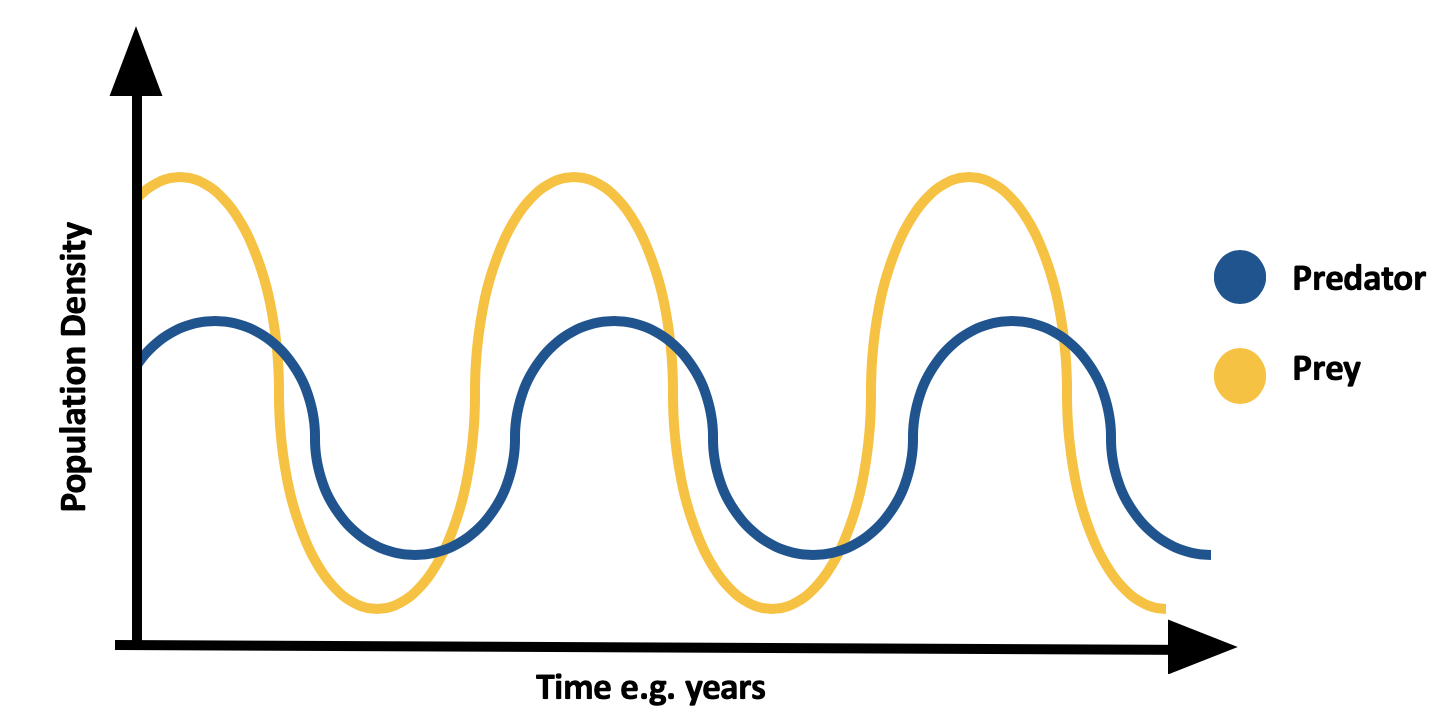
Oscilaciones de las densidades poblacionales hipotéticas de un depredador y su presa. La interacción entre ambas poblaciones produce las oscilaciones cíclicas en sus densidades poblacionales.

Una población cíclica es aquella que muestra oscilaciones en su crecimiento y decrecimiento, es decir, su tamaño cambia de manera predecible durante un ciclo. Este cambio se puede observar en forma de fluctuaciones cíclicas que indican el aumento o disminución de densidad en la población. Los estudios de estas poblaciones cíclicas han sido particularmente importantes para conocer la dinámica que limita y regula a la población, pues se sabe que la dinámica cíclica requiere una alta capacidad reproductiva, un factor de mortalidad que aumenta con la densidad y un factor retardado relacionado con la densidad que prolonga el declive. De manera general, podemos decir que los cambios están dados por diferentes factores como son las condiciones climáticas, recursos disponibles, la reproducción y mortalidad de las especies dentro de una población. Los animales más comunes en los que se han observado poblaciones cíclicas son algunos roedores, liebres, aves como los urogallos y algunos lepidópteros.

## Causas
Existen distintos factores y requisitos para que una población presente una dinámica cíclica, entre estos se encuentra una alta tasa de reproducción en la población que fomente el crecimiento de la misma, una mortalidad acorde con la densidad de la población para contrarrestar el crecimiento, y una condición negativa para retrasar la recuperación de la población.

### Amplitud y periodicidad
La periodicidad de los ciclos varía en función del organismo que se esté estudiando. Además de que la amplitud de los ciclos varía entre picos, la predicción de la densidad de los picos y la longitud de los ciclos es una tarea complicada, sin embargo, estudios y experimentos recientes han propuesto que los factores extrínsecos determinan la amplitud de los periodos de la población cíclica. Si las condiciones que influyen en la densidad de depredadores, parasitoides o enfermedades varían, también puede variar la amplitud del pico. La densidad del pico influye en el estrés o limitación alimentaria, lo que a su vez afecta la expresión de factores intrínsecos como la reducción del tamaño corporal, fecundidad o la edad de reproducción, entonces el periodo del ciclo varía.

## Dinámica
Una de las formas más estudiada para intentar probar cuales son las causas de las  dinámicas cíclicas es precisamente eliminar las causas que son aparentemente las responsables de esta. Sin embargo, esto ha resultado ser complicado pues los cambios deben realizarse a gran escala y deben mantenerse durante grandes periodos de tiempo, obteniendo en el mejor de los casos resultados mixtos.
En el caso del experimento realizado con el fin de reducir o eliminar la dinámica cíclica de poblaciones de Lepus americanus  al variar las cantidades de alimento y la presencia de depredadores en tres parcelas de 1 km² cada una, se observó que tanto en la parcela en la que se eliminaron los depredadores de las liebres, como en la que se puso alimento, la población continuó teniendo un comportamiento cíclico. Únicamente en la parcela en la que se eliminaron los depredadores y se aumentó el suministro de alimento simultáneamente, se observó una mejora en la supervivencia y reproducción de las liebres que fomentaron el mantenimiento de la población durante 5 años hasta que esta volvió a disminuir inevitablemente. Por otro lado, se han realizado numerosos estudios para intentar detener los ciclos poblacionales de leminos y topillos modificando los mismos factores que con las liebres, obteniendo resultados mixtos. Con esto se concluyó que los depredadores pueden modificar los ciclos de población, sin embargo, su completa eliminación no puede detener definitivamente la dinámica cíclica.
En general se ha demostrado que detener o iniciar experimentalmente la dinámica cíclica en poblaciones es prácticamente imposible y en poblaciones de campo, esto se vuelve aún más difícil pues los procesos de dispersión pueden afectar el experimento. Una de las conclusiones más claras que se han podido observar a partir de las manipulaciones de las poblaciones es que los ciclos son causados no solo por cambios en la mortalidad sino también cambios en la reproducción.

#### Cambios en la mortalidad y reproducción
A pesar de que gran parte de los trabajos relacionados al entendimiento de las especies cíclicas se han centrado en la mortalidad dependiente de la densidad como factor primario, en recientes estudios se ha observado que los cambios en la reproducción influye en la dinámica de la población. Especialmente la reducción continua de la fecundidad o la reproducción retardada en las generaciones posteriores al punto donde las poblaciones alcanzan su punto máximo. En el caso de las liebres, la eficiencia reproductiva es menor durante la disminución de la población ya que las hembras producen menos del máximo de 4 camadas, reduciendo la producción a un 50%. Esto posiblemente es causado por el estrés asociado a la evitación de depredadores, que se pasa a generaciones posteriores mediante cambios epigenéticos en la expresión de genes reguladores del estrés. Por otro lado, la reproducción en  poblaciones de ratones de campo y leminos también se reduce por el comportamiento social de estos mamíferos, lo que influye en su supervivencia y reproducción a medida que se presentan cambios en la densidad de la población (hacinamiento).

### Características
Para determinar si las poblaciones tienen una dinámica cíclica, es necesario analizar los datos de densidad a lo largo del tiempo y poder establecer tanto la periodicidad como la estabilidad de los ciclos de población. Para caracterizar la dinámica cíclica, los datos colectados se someten a un análisis de autocorrelación. Este análisis de autocorrelación, también llamado ACF, se estiman los autocoeficientes y se grafican junto con intervalos de tiempo que usualmente son generaciones o años.
La duración de los ciclos depende del tipo de taxones que están dentro de una población, por ejemplo, en los pequeños mamíferos estos ciclos duran de 3 a 5 años, también se han documentado en algunas especies de aves como el urogallo rojo (Lagopus lagopus scotica) con una duración de 6 a 9 años, en la liebre con raquetas de nieve (Lepus americanus) y lepidópteros del bosque se ha observado que su ciclo puede durar de 8 a 11 años.
Una característica en común que tienen estos ciclos es su asimetría, pues se ha visto que la fase de crecimiento es más larga que la fase de decrecimiento.

### Cíclicas vs no cíclicas
La periodicidad y amplitud de los ciclos está dada por el grado y duración de las fases de crecimiento y decrecimiento, por lo tanto es importante comparar poblaciones cíclicas con las no cíclicas y poder entender qué procesos se llevan a cabo por debajo de estos ciclos.
Un modelo ideal para hacer esta comparación es el de los ratones de campo y la polilla otoñal (Epirrita autumnata). En esta especie de polillas se ha documentado que sus ciclos tienen una duración de 10 años y son muy fuertes en el norte ya que aquí las avispas parasitoides (Cotesia jucunda) que las atacan, muestran una dependencia por la densidad poblacional de las polillas, en cambio en el sur, algunos pequeños mamíferos depredadores de las pupas de las mismas polillas muestran una mortalidad baja que también está relacionada con la densidad poblacional más la mortalidad de otros depredadores como invertebrados y parasitoides. Con estas observaciones se puede determinar si las poblaciones de la polilla otoñal son cíclicas o no dependiendo del tipo y densidad de parasitoides que hay en el norte y en el sur.

## Casos de poblaciones cíclicas

### Liebre americana (Lepus americanus)
Uno de los ejemplos más claros sobre poblaciones cíclicas se puede observar con las poblaciones de liebres de nieve a lo largo del bosque boreal de Canadá. En este caso hay un largo ciclo de depredador-presa que dura 10 años. La depredación directa por depredadores como linces y búhos, y la reproducción reducida asociada con el estrés de los intentos de depredación son los causantes de que la densidad de población aumente y disminuya durante este tiempo.

### Lagópodo escocés (Lagopus lagopus scotica)
El lagópodo escocés es una especie que habita en Gran Bretaña. Es de interés económico debido a que se practica su caza, por lo que su dinámica ha sido bastante estudiada. Las poblaciones del lagópodo escocés son cíclicas y tienden a ciclos más largos más al norte en Escocia. Se ha observado que para que la dinámica cíclica sea llevada a cabo, influyen factores intrínsecos como el comportamiento, particularmente la agresión masculina relacionada con la territorialidad, y factores extrínsecos, como el clima, la disponibilidad de alimentos y los parásitos. Diversos estudios han demostrado que la infección por el parásito nematodo Trichostrongylus tenuis se relaciona con la agresión del macho y reduce la fecundidad de la hembra y, por tanto, puede influir en la dinámica de la población. Sin embargo, se sabe que a pesar de que los parásitos influyen en el ciclo de vida, no son necesarios para la dinámica cíclica de las poblaciones.

### Lepidópteros
Algunas especies de lepidópteros muestran tener poblaciones cíclicas con un periodo de 8 a 11 años. En la mayoría de los casos, el aumento de la densidad poblacional está asociado con una defoliación de árboles. También se ha observado que parasitoides himenópteros atacan huevos, larvas y pupas de lepidópteros, lo que disminuye la densidad de población e impulsa la dinámica cíclica en ciertas áreas geográficas. Sin embargo, el comportamiento de las poblaciones está más asociado a los cambios que hay en el árbol hospedante. Un ejemplo de esto se ve en la especie Choristoneura fumiferana, un gusano de polilla que habita en el este de Canadá. Se observó que a mediados de la década de 1970, este gusano defolió 60,000,000 de hectáreas de árboles de la especie Abies balsamea, pues altas densidades de larvas pueden matar a los árboles huéspedes. Estas densidades máximas de larvas duran de 10 a 15 años. Después de que se acumulan, sus poblaciones van disminuyendo hasta que los árboles hospedadores se recuperan y se vuelve a repetir el ciclo.

### Topillos y leminos
Al igual que el lagópodo escocés y la liebre americana, estos pequeños mamíferos muestran tener poblaciones cíclicas debido a factores como el comportamiento territorial, depredadores y procesos de dispersión. Sus ciclos duran de 2 a 4 años. Son difíciles de observar por lo que no se conoce detalladamente el proceso por el que sus densidades aumentan y disminuyen,  pero se sabe que los factores más críticos en la dinámica cíclica son el comportamiento social y la depredación, aunque la disponibilidad de comida durante el invierno también influye en la supervivencia.